# Pimpla rufipes
Pimpla rufipes (synoniem Pimpla hypochondriaca) is een vliesvleugelig insect uit de familie van de gewone sluipwespen (Ichneumonidae). De wetenschappelijke naam van de soort is voor het eerst geldig gepubliceerd in 1759 door Miller.  P. rufipes is een natuurlijke vijand van (onder andere) de eikenprocessierups.